# Europese weg 90
De Europese weg 90 of E90 is een Europese weg die loopt van Lissabon in Portugal naar de grens met Irak.

## Algemeen
De Europese weg 90 is een Klasse A West-Oost-referentieweg en verbindt het Portugese Lissabon met de grens met Irak en komt hiermee op een afstand van ongeveer 1330 kilometer. De route is door de UNECE als volgt vastgelegd:
Lissabon - Montijo - Setúbal - Evora - Caia - Badajoz - Madrid - Zaragoza - Lleida - Barcelona ... Mazara del Vallo - Alcamo - Palermo - Buonfornello - Messina ... Reggio Calabria - Catanzaro - Crotone - Sibari - Metaponto - Taranto - Brindisi ... Igoemenitsa - Ioannina - Kozani - Thessaloniki - Alexandroupolis - Ipsala - Keşan - Gelibolu ... Lapseki - Bursa - Eskişehir - Sivrihisar - Ankara - Aksaray - Adana - Toprakkale - Gaziantep - S. Urfa - Nusaybin - Cizre - Habur - Irak.

## Nationale wegnummers
De E90 gaat met de volgende nationale wegnummers.
| Nummer                       | Tracé                                                  |
| Portugal                     | Portugal                                               |
| ---------------------------- | ------------------------------------------------------ |
|                              | Lisboa - Montijo                                       |
|                              | Montijo - Coina                                        |
|                              | Coina - Setúbal                                        |
|                              | Setúbal - Spanje                                       |
| Spanje                       |                                                        |
| A-5                          | Portugal - Madrid                                      |
| M-30                         | Madrid - Zaragoza                                      |
| A-2                          | Zaragoza                                               |
|                              | Zaragoza - El Vendrell                                 |
|                              | El Vendrell - Rubí                                     |
|                              | Rubí - Barcelona                                       |
|                              | Barcelona                                              |
| A-2                          | Barcelona                                              |
|                              | Barcelona - Italië                                     |
| Barcelona - Mazara del Vallo |                                                        |
| Italië                       |                                                        |
|                              | Spanje - Palermo                                       |
|                              | Raccordo per via Belgio (Palermo)                      |
|                              | Viale della Regione Siciliana (Palermo)                |
|                              | Diramazione per via Giafar (Palermo)                   |
|                              | Palermo - Buonfornello                                 |
|                              | Buonfornello - Messina                                 |
|                              | Messina - Reggio Calabria (Stretto di Messina)         |
|                              | Diramazione di Reggio Calabria (Reggio Calabria)       |
|                              | Reggio Calabria                                        |
|                              | Reggio Calabria - Copanello                            |
|                              | Variante di Catanzaro Lido (Copanello - Simeri Crichi) |
|                              | Simeri Crichi - Simeri Mare                            |
|                              | Simeri Mare - Amica                                    |
|                              | Amica - Marina di Sibari                               |
|                              | Marina di Sibari - Taranto                             |
|                              | Taranto                                                |
|                              | Taranto - Brindisi                                     |
|                              | Brindisi - Griekenland                                 |
| Brindisi - Ladochori         |                                                        |
| Griekenland                  |                                                        |
|                              | Italië - Turkije                                       |
| Turkije                      |                                                        |
|                              | Griekenland - Keşan                                    |
|                              | Keşan - Çanakkale                                      |
|                              | Çanakkale - Bursa                                      |
|                              | Bursa                                                  |
|                              | Bursa                                                  |
|                              | Bursa - Ankara                                         |
|                              | Ankara                                                 |
|                              | Ankara - Tepeköy                                       |
|                              | Tepeköy - Eminlik                                      |
|                              | Eminlik - Adana                                        |
|                              | Adana                                                  |
|                              | Adana                                                  |
|                              | Adana - Şanlıurfa                                      |
|                              | Şanlıurfa - Cizre                                      |
|                              | Cizre - Irak                                           |